# Shorba baidha
Shorba baidha ou “sopa branca” é uma sopa popular na Argélia, Tunísia e Turquia. Prepara-se salteando levemente cebola em azeite; juntar galinha e um pau de canela e deixar fritar até a carne estar dourada. Acrescentar água suficiente para uma sopa, de acordo com o número de comensais, sal e pimenta e deixar cozer em lume brando durante uma hora, ou mais. Desossar a galinha e voltar a metê-la na panela, juntar grão-de-bico já cozido e deixar cozinhar mais 10 minutos; juntar arroz e deixar cozer; verificar a quantidade de caldo e os temperos. Finalmente, juntar gemas de ovos misturadas com sumo de limão, deitando primeiro algumas colheres de sopa nesta mistura, para o ovo não ficar talhado, deixar cozer um minuto, juntar salsa picada e servir imediatamente. 